# Abrachmia
Abrachmia är ett släkte av fjärilar. Abrachmia ingår i familjen Lecithoceridae.
Kladogram enligt Catalogue of Life:
| Abrachmia | \| \| Abrachmia justa \| \| \| \| \| \| Abrachmia karachiella \| \| \| \| \| \| Abrachmia metriodes \| \| \| \| |
|           | \| \| Abrachmia justa \| \| \| \| \| \| Abrachmia karachiella \| \| \| \| \| \| Abrachmia metriodes \| \| \| \| |
|           | Abrachmia justa                                                                                                 |
|           | |
|           | Abrachmia karachiella                                                                                           |
|           | |
|           | Abrachmia metriodes                                                                                             |
|           | |